# Набег Ульзаны
«Набег Ульзаны» (англ. Ulzana's Raid) — американский фильм в жанре вестерн режиссёра Роберта Олдрича, вышедший на экраны в 1972 году. Главные роли в нём сыграли Берт Ланкастер, Брюс Дэвисон, Ричард Булл, Хорхе Луке. Считается одним из лучших фильмов Олдрича.

## Сюжет
Действие фильма происходит в Аризоне в конце XIX века. Отряд индейцев из племени апачи сбегает из резервации. В погоню за ними отправляется кавалерийский отряд во главе с неопытным лейтенантом, который сопровождает местный житель Макинтош. Кавалеристам удаётся перебить индейцев вместе с их вождём Ульзаной, но и Макинтош получает смертельную рану. В финале он отправляет лейтенанта назад в форт и остаётся умирать в ущелье.

## В ролях
- Берт Ланкастер — Макинтош
- Брюс Дэвисон — лейтенант Гарнетт Дебьюн
- Ричард Булл — Гинсфорд
- Хорхе Луке — Ке-Ни-Тай

## Создание и оценки
Сценарий для фильма написал Алан Шарп, вдохновлённый, по его словам, «Искателями» Джона Форда. Шарп назвал эту свою работу «попыткой аллегорически выразить злобу мира и ужас, который смертные испытывают перед его лицом». Ланкастер позже рассказал, что сценарий «Набега» — один из всего двух сценариев, которые ему действительно нравятся. При этом в ходе работы над фильмом, по словам Олдрича, сценарий был изменён процентов на 50—60. Съёмки фильма проходили в США, в Аризоне и Неваде.
Олдрич и Ланкастер работали вместе на съёмках вестерна «Веракрус» в 1954 году. Персонаж Ланкастера Джон Макинтош, был назван в честь Джона Макинтайра — актёра, сыгравшего разведчика Эла Зибера в фильме «Апач» (1954).
Коммерческого успеха фильм не имел, но Олдрич всё же заявлял, что гордится им. Некоторые критики отнесли «Набег Ульзаны» к лучшим фильмам 1972 года; впоследствии Эмануэль Леви назвал картину одним из лучших вестернов десятилетия и самым недооценённым фильмом Олдрича. Встречаются оценки «Набега Ульзаны» как ревизионистского вестерна, в завуалированном виде рассказывающего о Вьетнамской войне. По мнению Квентина Тарантино, «Набег» — лучший фильм из снятых Олдричем в 1970-е.